# Rian Dawson
Robert Rian Dawson (Baltimore, Maryland, Estados Unidos, 18 de diciembre de 1987) más conocido como Rian Dawson, es un músico estadounidense, conocido por ser el baterista de la banda pop punk All Time Low, desde su formación en 2003.

## Primeros años
Dawson nació el 18 de diciembre de 1987 en Baltimore, Maryland, Estados Unidos. Tiene un hermano mayor llamado Chase. Su madre, Kathi Rogers, se volvió a casar con Dennis Lahey, padrastro de Dawson.
Dawson toca la batería desde que tiene nueve años, y padece de daltonismo.

## Carrera
Dawson integraba junto a Alex Gaskarth en una banda tributo a Foo Fighters, llamada Crew Fighters. Gaskarth la dejó para unirse a la banda de Jack Barakat. Después de echar al baterista anterior, Dawson quedó como el baterista permanente. Tiempo después, se unió Zack Merrick, quedando así la formación actual. En octubre de 2004, lanzaron su primer material discográfico, el EP The Three Words to Remember in Dealing with the End, bajo el sello Emerald Moon Records. Al año siguiente lanzaron su álbum debut, The Party Scene, también bajo dicha discográfica.
En febrero de 2006 firmaron con la discográfica independiente Hopeless Records. 
Estuvieron en Hopeless hasta 2010, lanzando su segundo EP Put Up or Shut Up y los álbumes So Wrong, It's Right y Nothing Personal, los cuales entraron a las listas de popularidad de Billboard, llegando al puesto #62 y #4, respectivamente. Ese año se mudaron a la discográfica Interscope Records, lanzando al año siguiente Dirty Work. 
En 2012, después de haber hecho un tour mundial para promocionar Dirty Work, All Time Low decidió volver a Hopeless Records, lanzando el LP Don't Panic.

## Vida personal
Desde 2009, Dawson mantuvo una relación con la exvocalista de la banda Hey Monday, Cassadee Pope. Relación que terminó en julio del 2017 después de 4 meses de estar comprometidos, Dawson le había pedido matrimonio en febrero del mismo año.

## Discografía
- 2005: The Party Scene
- 2007: So Wrong, It's Right
- 2009: Nothing Personal
- 2011: Dirty Work
- 2012: Don't Panic
- 2015: Future Hearts
- 2017: Last Young Renegade
- 2020: Wake Up, Sunshine